# Стелланелло
Стелланелло (итал. Stellanello) — коммуна в Италии, располагается в регионе Лигурия, в провинции Савона.
Население составляет 854 человека (2008 г.), плотность населения составляет 49 чел./км². Занимает площадь 18 км². Почтовый индекс — 17020. Телефонный код — 0182.
Покровителем коммуны почитается святой Григорий Великий, празднование 3 сентября.

## Демография
Динамика населения:

## Администрация коммуны
- Официальный сайт: http://www.comune.stellanello.sv.it